# Jordi Llompart
Jordi Llompart (Barcelona, 11 de octubre de 1962) es un periodista, cineasta y escritor catalán que ha dirigido y presentado programas de radio y televisión. También ha producido y dirigido películas y series documentales para el cine y la televisión y otros proyectos innovadores de cine IMAX y 3D.
Entre los años 1988 y 2000 fue el editor y presentador de varias ediciones de los Telenotícies de la Televisión de Cataluña, trabajó en otros programas informativos no diarios e ideó y dirigió la serie documental L'Oblit del passat (Memoria del pasado).
Como cineasta ha escrito, producido y dirigido El misterio del Nilo (2005), la primera película en España para cines IMAX, y también ha escrito, dirigido y producido Viaje mágico a África (2010), el primer largometraje europeo de ficción rodado íntegramente en 3D estereoscópico.
En octubre de 2009 fue galardonado con el Premio María Honorífica de la 42ª edición del Festival Internacional de Cine de Sitges.

## Trayectoria
Inició su carrera profesional en 1983 como director de la emisora municipal Radio Cubelles y como editor y presentador de los servicios informativos de Ràdio Avui de la Cadena 13.
En 1987 se incorporó a Catalunya Radio y, en enero de 1988, comenzó a presentar los Telenotícies de la Televisión de Cataluña. Entre los años 1988 y 2000 alternó la edición y presentación de los Telenotícies vespre y los Telenotícies cap de setmana. También dirigió y presentó el programa de entrevistas y debates Versió Directa (Versión Directa) y el programa de economía Fem Empresa (Hacemos Empresa). Entre 1994 y 1996, ideó, produjo y dirigió para el Canal 33 L'Oblit del passat (Memoria del pasado), serie documental de trece episodios sobre la conservación del Patrimonio Cultural de la Humanidad. En 1999, publicó el libro con el mismo título haciendo una adaptación de sus guiones originales. Entre los años 2000 y 2001 dirigió y presentó el programa Economía y Empresa en Cataluña Radio.
En el año 2000, dejó Televisión de Cataluña para crear, junto con la sociedad de capital riesgo Barcelona Emprèn y la posterior participación de la sociedad de inversión Invercartera, la productora audiovisual Orbita Max con la que produjo y dirigió varias películas, series documentales y otros proyectos innovadores de cine IMAX y 3D.
Entre 2002 y 2004, produjo y dirigió Nómadas de la condición humana, una serie documental de trece capítulos que explora el aspecto humano de la globalización a través de los ojos y las experiencias de los nómadas modernos, y los documentales Aventura en el Nilo, que narra el viaje de cuatro meses de dos aventureros por el río más largo del mundo, y Asha, la hija del Ganges, basado en la experiencia de la escritora Asha Miró cuando es adoptada por una familia catalana y se desplaza hasta la India en un viaje iniciático en busca de sus orígenes.
En 2005, produjo y dirigió El Misterio del Nilo, la primera producción en España para cines IMAX. La película, que narra la primera expedición que completa con éxito el descenso por el río Nilo Azul obtuvo, entre otros premios y reconocimientos, los GSCA Awards (2005) a la mejor fotografía, mejor banda sonora y mejor producción. Fue la película de gran formato más vista y con más ingresos del 2005 y el año siguiente fue galardonada en el festival de cine de gran formato de La Géode (París) con los premios del jurado, del público y de los jóvenes.
En octubre de 2006, el Grupo RBA entró en el accionariado de Orbita Max con el 50% del capital tras adquirir las participaciones de los socios financieros de la productora una vez finalizado su ciclo inversor.
En 2007, la productora Orbita Max recibió el Premio Sant Jordi de Cinematografía a la empresa más innovadora del sector audiovisual y en 2008 fue galardonada con el Premio FICOD 2008 por haber producido el primer largometraje en gran formato para salas de proyección 3D estereoscópico.
En 2009, produjo y dirigió Arabia, una serie de cuatro capítulos que narra la expedición de dos aventureros que se proponen cruzar la península arábiga y atravesar el desierto más inhóspito del mundo como hilo argumental para explicar las raíces comunes de una civilización que nace de las costumbres nómadas ancestrales.
En 2010, produjo y dirigió Viaje mágico a África, la primera película rodada en España íntegramente en 3D estereoscópico para cines de gran formato, cines digitales y televisión.  La película está basada en el cuento El corazón sobre la arena que él mismo había escrito en memoria de su hija Jana, a quien perdió a la edad de siete años en un trágico accidente en Namibia en abril de 2005. La película, que fue rodada en Namibia, Sudáfrica y Barcelona, está protagonizada por los niños Eva Gerretsen, Michael Van Wyk y Raymon Mvula y la participación especial de Leonor Watling, Verónica Blume y Adrià Collado. Una película que Llompart define como "una película de niños para niños" donde reivindica la ingenuidad e invita al espectador a viajar por África a través de este "cuenta mágico con un trasfondo filosófico sobre la vida y la muerte ". La película fue galardonada con el Premio Gaudí 2011 a los mejores efectos especiales y Jordi Llompart fue galardonado con el Premio María Honorífica de la 42ª edición del Festival Internacional de Cine de Sitges.
Entre los años 2010 y 2011 presentó el programa de actualidad, El Debate de 8TV, en Barcelona Televisión.
En 2012, produjo y dirigió El fin de los grandes felinos, una serie documental de televisión de cuatro episodios sobre los peligros que amenazan la conservación de los leones, leopardos y guepardos.  Esta serie fue la última producción de Llompart con Orbita Max. La productora, afectada por la crisis económica del sector audiovisual, presentó concurso de acreedores a primeros de 2016. A primeros de 2018, con el concurso terminado y la extinción de la compañía, finalizaba la vinculación de Jordi Llompart con la productora.
De 2012 a 2015 trabajó como productor ejecutivo, director y guionista del proyecto documental Barça Dreams, largometraje documental que cuenta la historia del FC Barcelona desde sus orígenes hasta la última etapa triunfal del club con Lionel Messi de jugador y Pep Guardiola, Tito Vilanova y Luis Enrique de entrenadores.
Entre 2012 y 2016 publicó regularmente artículos de opinión en los periódicos digitales Nació Digital y El Món.
En 2017 realizó The Last Wild (El último territorio salvaje), un largometraje documental donde reivindica la recuperación de los vínculos de los seres humanos con la naturaleza.
Entre 2018 y 2019 dirigió películas documentales para el Aga Khan Trust for Culture (AKTC) como The World of the Fatimids, basada en la dinastía fatimí, y Restoring Dignity, que explora los esfuerzos en Kabul, Lahore y Delhi, para restaurar la dignidad de las personas mediante el desarrollo cultural.
En 2021, Jordi Llompart fue elegido presidente de la Associació Societat Geogràfica de Catalunya (Asociación Sociedad Geográfica de Cataluña). Esta asociación, también conocida como Societat Nova Geogràfica, fue fundada en 2019 por el propio Llompart y otros reconocidos profesionales de diversos ámbitos de la sociedad catalana con el objetivo de promover el conocimiento de la geografía humana, cultural y medioambiental.

## Libros publicados
- L'oblit del passat  (Folio Ediciones,1999) ISBN 9788441309098
- Seres y Estrellas, conjuntament amb Jorge Wagensberg, Eudald Carbonell i Eduard Salvador  (Plaza & Janés Editores, 2000)  ISBN 8422684411
- El cor damunt la sorra  (Editorial La Galera, 2006) ISBN 9788424647919
- Viatge màgic a l'Àfrica  (Ara llibres, 2009) ISBN 9788493660185

## Filmografía
| Año  | Título                        | Como      | Como     | Como      | Descripción                           |
| Año  | Título                        | Guionista | Director | Productor | Descripción                           |
| ---- | ----------------------------- | --------- | -------- | --------- | ------------------------------------- |
| 1996 | L'oblit del passat            | Sí        | Sí       |           | Serie de 13 episodios                 |
| 2002 | Nòmades de la condició humana | Sí        | Sí       | Sí        | Serie de 13 episodios                 |
| 2003 | Asha, la filla del Ganges     | Sí        | Sí       | Sí        | Documental de TV                      |
| 2004 | Aventura al Nil               | Sí        | Sí       | Sí        | Documental de TV                      |
| 2005 | El Misteri del Nil            | Sí        | Sí       | Sí        | Película IMAX                         |
| 2005 | The Nomad Experience          | Sí        | Sí       | Sí        | Documental de TV                      |
| 2009 | Aràbia                        | Sí        | Sí       | Sí        | Serie de 4 episodios                  |
| 2010 | Viatge Màgic a Àfrica         | Sí        | Sí       | Sí        | Largometraje IMAX, cine y TV. 2D y 3D |
| 2012 | La fi dels grans felins       | Sí        | Sí       | Sí        | Serie de 4 episodios                  |
| 2015 | Barça Dreams                  | Sí        | Sí       |           | Documental cine y TV. 2D y 3D         |
| 2017 | The Last Wild                 | Sí        | Sí       |           | Documental cine y TV                  |
| 2018 | The world of the Fatimids     | Sí        | Sí       |           | Documental de TV                      |
| 2019 | Restoring Dignity             | Sí        | Sí       |           | Documental de TV                      |